# آیولا (تگزاس)
آیولا (به انگلیسی: Iola) یک شهر در ایالات متحده آمریکا است که در شهرستان گریمز، تگزاس واقع شده‌است. آیولا ۲٫۶۸ کیلومتر مربع مساحت و ۴۰۱ نفر جمعیت دارد و ۱۰۲٫۱۱ متر بالاتر از سطح دریا واقع شده‌است.